# 2632 Guizhou
2632 Guizhou (1980 VJ1) là một tiểu hành tinh vành đai chính được phát hiện ngày 6 tháng 11 năm 1980 bởi Đài thiên văn Tử Kim Sơn ở Nanking.